# Sojoez 21
Sojoez 21  (Russisch: Союз-21, "Unie 21") was een Russische bemande ruimtevlucht uit het midden van de jaren 70. Doel van deze missie was een koppeling uit te voeren met het ruimtestation Saljoet 5 en onderzoek aan boord te verrichten.

## Bemanning, lancering en missiedoelen

### Bemanning
De tweekoppige bemanning bestond uit gezagvoerder kolonel Boris Volynov en luitenant-kolonel Vitali Zjolobov. Voor laatstgenoemde betekende het zijn ruimtedoop, Volynov daarentegen had al gevlogen als commandant van Sojoez 5.

### Lancering
De Sojoez 21 werd gelanceerd op 6 juli 1976 met een Sojoez-draagraket vanaf Bajkonoer. Diens omloopbaan had een apogeum van 253 km, een perigeum van 193 km en een inclinatie van 51,59°. Deze omloopbaan werd eens in de 88,69 minuten doorlopen.

### Missiedoel
De officiële (vage) omschrijving voor deze missie luidde "het uitvoeren van opdrachten voor praktische toepassingen". Dit was toentertijd diplomatieke Sovjettaal om duidelijk te maken dat men zich beter niet te veel met andermans zaken bemoeide. In tegenstelling tot de strikte scheiding tussen civiele en militaire missies in de Verenigde Staten, had een Sojoez-vlucht vaak meerdere doelen.

### Militaire waarnemingen
Vlees noch vis dus en aangezien deze vlucht "toevallig" samenviel met militaire oefeningen dacht het Westen er het zijne van. Ten tijde van Sojoez 21 vonden uitgebreide legermanoeuvres plaats in Siberië, waaraan zowel luchtmacht, leger als marine deelnamen. Westerse militaire analisten vermoedden dat de Russen probeerden uit te vinden, in hoeverre vanuit de ruimte nuttige actuele informatie was te verkrijgen ten behoeve van militaire operaties. 

## Experimenten

### Nieuw navigatiesysteem

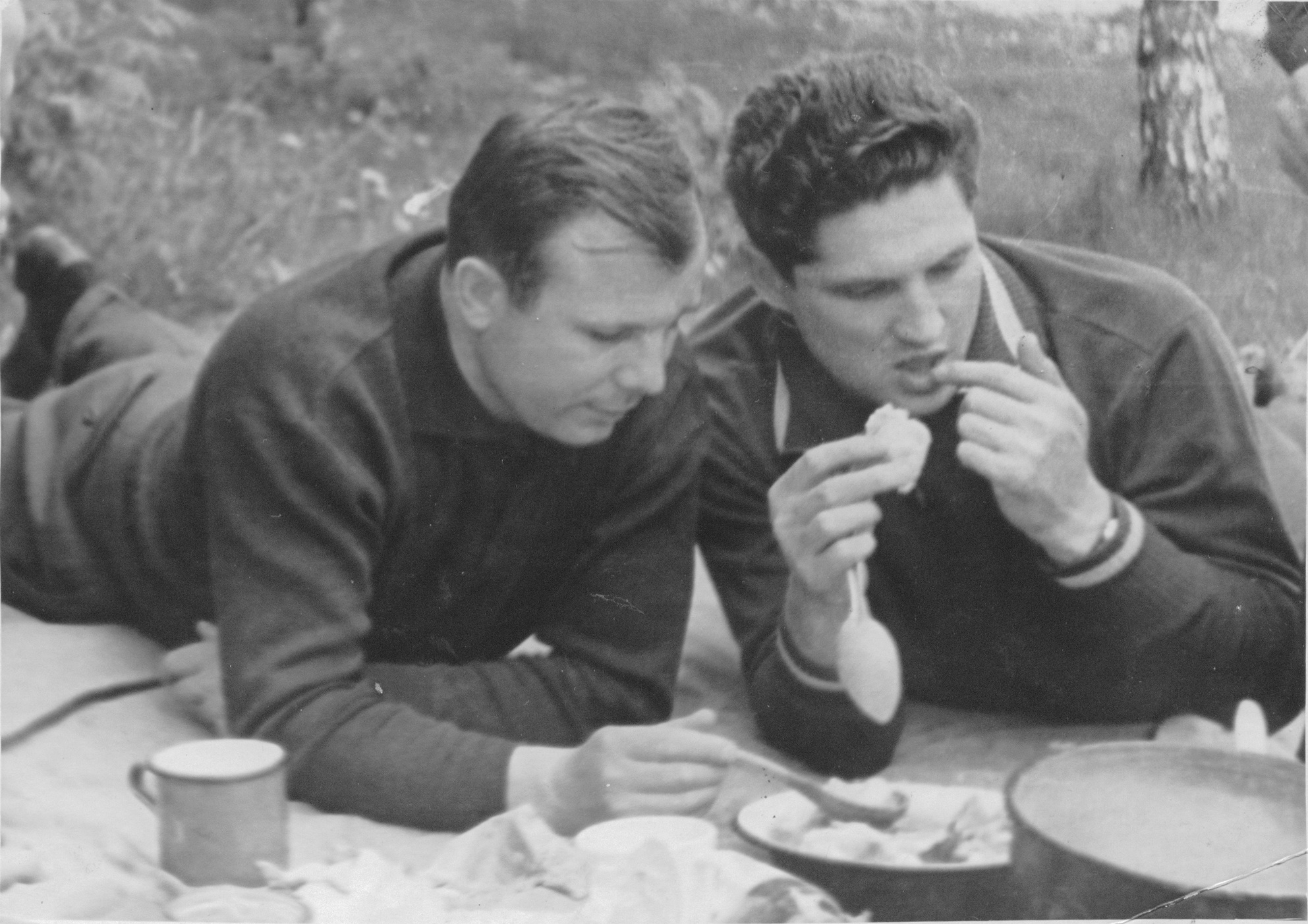
Schafttijd ! Volynov (rechts) laat het zich smaken, tijdens een picknick met Gagarin

Door een nieuw navigatiesysteem aan boord van de Saljoet 5 konden de kosmonauten nauwkeurig hun positie bepalen. Het nieuwe automatische navigatiesysteem Delta maakte gebruik van zowel een radiohoogtemeter als optische apparatuur voor het meten van zonsopgang en zonsondergang. Met behulp van deze gegevens berekende hun boordcomputer de tijd voor het afleggen van een omloopbaan, gaf aan hoelang de motoren moesten draaien tijdens koerscorrecties en liet tevens zien wanneer het station weer binnen bereik van grondstations kwam. Na iedere halve omwenteling verzorgde het systeem een uitdraai.

### Wetenschappelijke proeven
De bemanning voerde diverse wetenschappelijke en biologische experimenten uit, waaronder een waarbij vloeistof in een bol werd overgebracht naar een lege container door de werking van oppervlaktespanning. Daarnaast pompten ze tijdens een opmerkelijk experiment, zonder gebruik te maken van pompen, brandstof over in de ruimte. Dit als test voor toekomstige, nog in ontwikkeling zijnde onbemande Progress vrachtschepen, ontworpen om gedurende langere missies de stationsbemanning te bevoorraden met voedsel, water, uitrusting en om de Saljoet van brandstof te voorzien. Dat was belangrijk, omdat door de relatief lage baan veel wrijving optrad en de baan van het ruimtestation regelmatig moest worden opgekrikt, om voortijdige terugkeer in de dampkring te voorkomen. 
Met een spectrometer legden de kosmonauten de diverse industriële aerosolverontreinigingen in de dampkring vast. Dit geschiedde overigens op vrij primitieve wijze: Volynov en Zjolobov hielden eenvoudigweg de meter in hun hand.
Ze maakten opnames van locaties van delfstoffen, waterkrachtcentrales en brachten door modderstromen veroorzaakte milieuschade in bergachtige gebieden in kaart.
Ze observeerden de corona van de Zon en benutten de hiervoor aangebrachte ultraviolet spectrometers ook om kleine wijzigingen in waterdamp- en ozongehalte in de bovenste lagen van de dampkring te meten.
Ten slotte hield de bemanning zich bezig met het uitsmelten van diverse metalen. Lood, cadmium, tin en bismut waren hierbij onderwerp van studie. Tevens voerde ze een proef uit met betrekking tot het laten groeien van kristallen. 

### Biologische proeven

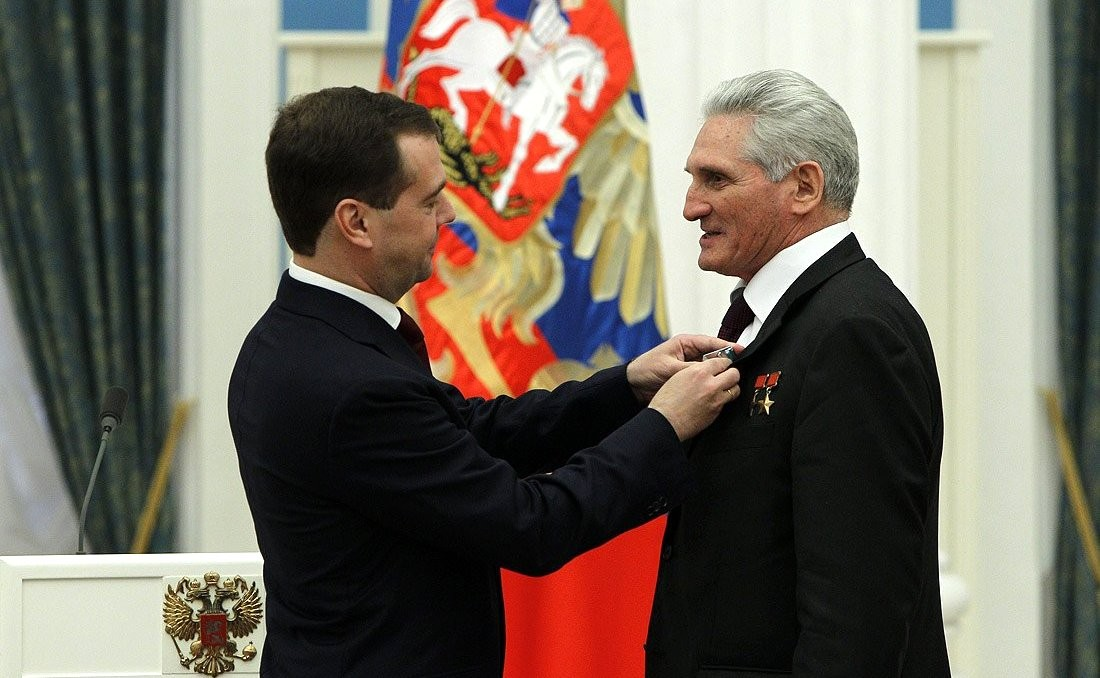
12 april 2011: president Dmitri Medvedev reikt op Kosmonautendag de Orde van de Vriendschap uit aan Volynov

Men bestudeerde bevruchte goudvissen en bevruchte kikkerdril. Andere biologische onderwerpen van studie betroffen fruitvliegjes, bacterieculturen en weefselmonsters van hamsters.
Belangrijk onderdeel van de biologische proeven omhelsde de moestuin. In die dagen hadden wetenschappers nog niet zoveel inzicht in plantengroei in gewichtloosheid. De Sovjets poogden om algen en andere hogere plantensoorten te kweken in de ruimte. Zo bleken erwten al nog geen week na het planten uit te lopen.

## Einde van de missie

### Onduidelijke reden voor beëindigen van vlucht
De redenen voor het (voortijdig ?) beëindigen van deze missie blijven enigszins in nevelen gehuld. Het viel op, dat de Sojoez 18-bemanning langer in Saljoet 4 verbleef dan die van Sojoez 21 in Saljoet 5. De meest plausibele oorzaak, die de kosmonauten zelf ook aangaven tijdens persconferenties na hun vlucht, is psychologische problemen bij de bemanning. Volynov en Zjolobov zinspeelden daarop en maakten ook duidelijk dat de vlucht veel van hun krachten vergde en ze ten tijde van terugkeer erg vermoeid waren. Hier werd verder niet over uitgeweid en hoewel er naderhand meerdere mogelijke oorzaken werden aangeduid, is hier nooit absolute zekerheid over verkregen.

### Terugkeer en landing
Volynov en Zjolobov keerden behouden naar de Aarde terug op 24 augustus 1976 om 21.33 uur Moskou-tijd en landden in het donker in de steppen van Kazachstan, ± 200 km ten zuidwesten van Kökşetaw. Hun vlucht had 49 dagen, 6 uur en 24 minuten geduurd. Voor beide kosmonauten betekende de missie met Sojoez 21 tevens hun laatste ruimtevlucht.  
1 ·
2 ·
3 ·
4 ·
5 ·
6 ·
7 ·
8 ·
9 ·
10 ·
11 ·
12 ·
13 ·
14 ·
15 ·
16 ·
17 ·
18A ·
18 ·
19 ·
20 ·
21 ·
22 ·
23 ·
24 ·
25 ·
26 ·
27 ·
28 ·
29 ·
30 ·
31 ·
32 ·
33 ·
34 · 
35 ·
36 ·
37 ·
38 ·
39 ·
40

T-1 ·  
T-2 ·
T-3 ·
T-4 ·
T-5 · 
T-6 ·
T-7 · 
T-8 ·
T-9 · 
T-10-1 ·
T-10 · 
T-11 ·
T-12 · 
T-13 ·
T-14 · 
T-15